# Liste der Nummer-eins-Hits in Belgien (1977)
Diese Liste enthält alle Nummer-eins-Hits in Belgien im Jahr 1977. Es gab in diesem Jahr 23 Nummer-eins-Singles.
| Singles |
| --- |
| - Teach-In – Upside Down - 2 Wochen (1. Januar – 14. Januar) - Chicago – If You Leave Me Now - 1 Woche (15. Januar – 21. Januar) - Showaddywaddy – Under the Moon of Love - 2 Wochen (22. Januar – 4. Februar) - Queen – Somebody to Love - 1 Woche (5. Februar – 11. Februar) - Boney M. – Sunny - 1 Woche (12. Februar – 18. Februar) - Smokie – Living Next Door to Alice - 2 Wochen (19. Februar – 4. März) - Leo Sayer – When I Need You - 1 Woche (5. März – 11. März) - Julie Covington – Don’t Cry for Me Argentina - 4 Wochen (12. März – 8. April) - Dream Express – A Million in One Two Three - 1 Woche (9. April – 15. April) - Fleetwood Mac – Go Your Own Way - 2 Wochen (16. April – 29. April) - Smokie – Lay Back in the Arms of Someone - 2 Wochen (30. April – 13. Mai) - Pussycat – My Broken Souvenirs - 1 Woche (14. Mai – 20. Mai) - Gibson Brothers – Non Stop Dance - 1 Woche (21. Mai – 27. Mai) - Guys ’n’ Dolls – You’re My World - 3 Wochen (28. Mai – 17. Juni) - Boney M. – Ma Baker - 6 Wochen (18. Juni – 29. Juli) - Baccara – Yes Sir, I Can Boogie - 5 Wochen (30. Juli – 2. September) - Donna Summer – I Feel Love - 2 Wochen (3. September – 16. September) - Baccara – Sorry I’m a Lady - 1 Woche (17. September – 23. September) - Danny Mirror – I Remember Elvis Presley - 3 Wochen (24. September – 14. Oktober) - Long Tall Ernie & The Shakers – Do You Remember - 4 Wochen (15. Oktober – 11. November) - John Paul Young – Standing in the Rain - 1 Woche (12. November – 18. November) - Vader Abraham – ’t Smurfenlied - 6 Wochen (19. November – 30. Dezember) - Raffaella Carrà – A far l'amore comincia tu - 1 Woche (31. Dezember 1977 – 6. Januar 1978) |

Siehe auch: Nummer-eins-Hits 1977 in  Australien, Deutschland, Finnland, Frankreich, Irland, Italien, Japan, Kanada, Neuseeland, den Niederlanden, Norwegen, Österreich, Schweden, der Schweiz, Spanien, den Vereinigten Staaten und im Vereinigten Königreich.